# Montgaillard (Tarn)
Montgaillard – miejscowość i gmina we Francji, w regionie Oksytania, w departamencie Tarn.
Według danych na rok 1990 gminę zamieszkiwało 249 osób, a gęstość zaludnienia wynosiła 17 osób/km² (wśród 3020 gmin regionu Midi-Pireneje Montgaillard plasuje się na 814. miejscu pod względem liczby ludności, natomiast pod względem powierzchni na miejscu 786.).